# Dvor, Bistrica pri Pliberku
Dvor (nemško Hof) je naselje v Občini Bistrica pri Pliberku v Okraju Velikovec na Koroškem v Avstriji.